# Jamison Yang
Jamison Yang (31 ottobre 1976) è un attore statunitense.

## Filmografia

### Cinema
- La seconda guerra civile americana (1997)
- Thirteen - Tredici anni (2003)
- Una settimana da Dio (2003)
- S.W.A.T. - Squadra speciale anticrimine (2003)
- Gioco letale (2008)
- La dura verità (2009)

### Televisione
- The Practice - Professione avvocati (1 episodio, 1999)
- New York Police Department (1 episodio, 2001)
- Streghe (2 episodi, 1999-2001)
- JAG - Avvocati in divisa (1 episodio, 2002)
- E.R. - Medici in prima linea (1 episodio, 2004)
- Senza traccia (1 episodio, 2005)
- Standoff (1 episodio, 2006)
- How I Met Your Mother (1 episodio, 2006)
- Shark - Giustizia a tutti i costi (1 episodio, 2007)
- Dr. House - Medical Division (1 episodio, 2007)
- Pushing Daisies (1 episodio, 2008)

## Doppiatori italiani
Nelle versioni in italiano delle opere in cui ha recitato, Jamison Yang è stato doppiato da:
- Davide Marzi in Dr. House - Medical Division
- Corrado Conforti in Ghost Whisperer - Presenze